# Sinagoga de Saluzzo

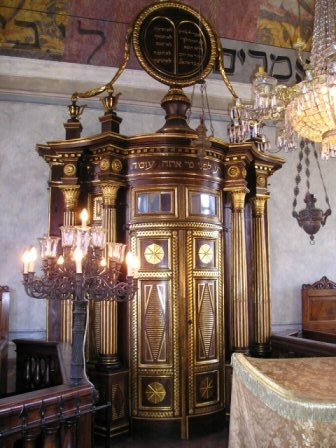
Detalle del interior de la Sinagoga de Saluzzo. Obsérvese el Aron en el centro, el Ner Tamid colgado al frente y una parte del ammud justo al frente.

La sinagoga de Saluzzo se encuentra en la actual Via dei Deportati Ebrei. No se utiliza con regularidad desde 1964, pero abre ocasionalmente para visitas guiadas.

## El edificio
La sinagoga de Saluzzo, en la Provincia de Cúneo, Región del Piamonte, fue construida a finales del siglo XVIII dentro del gueto y luego renovada en 1832. Una placa conmemora la donación de 6.000 liras de Mordejai Segre, que hizo posible la reconstrucción, y el nombre del rabino oficiante, "Ja'akov David, hijo de Jechiel Foà". Otras placas, posteriormente colocadas allí, rinden homenaje a Carlos Alberto de Saboya y al decreto de Emancipación judía de 1848 .
Como es típico de las sinagogas de gueto, el exterior no tiene adornos ni rasgos distintivos. En el segundo piso del edificio, precedido por una pequeña entrada, se encuentra la gran sala de oración rectangular, iluminada por ocho grandes ventanales (cinco dan a la calle, tres al patio interior).
El aron y la bimah, de madera dorada, son del siglo XVIII y proceden de la primera sinagoga. En cambio, los bancos de madera oscura pertenecen a la reconstrucción del siglo XIX. Del techo cuelgan candelabros de madera dorada y cristal. La sala podía acoger a más de trescientas personas.
Las paredes están vacías. Una inscripción en hebreo se extiende a lo largo de todo el perímetro del salón. Durante los trabajos de restauración, realizados en 2000-2001 por la Fondazione Cassa di Risparmio, la Comuna de Saluzzo y otras instituciones locales e internacionales, salieron a la luz frescos de finales del siglo XVIII en la bóveda, en colores vivos que hacen referencia a imágenes del Mishkan y el Arón ha-Brith, frescos cuyos recuerdos se perdieron por completo. La Asociación para la Restauración del Patrimonio Artístico Italiano (ARPAI) considera el ciclo iconográfico, completado por escritos en hebreo y una banda con decoración floral, como único en su género en Europa.
Desde la entrada, una empinada escalera conduce al Ezrat nashim, sostenido por cuatro columnas de madera, separada por una mejitzá, y a una pequeña sala de estudios.

## Otros proyectos
- Wikimedia Commons contiene imágenes u otros archivos de la sinagoga di Saluzzo

- Datos: Q3508082
- Multimedia: Synagogues in Saluzzo / Q3508082